# Houria Bouteldja
Houria Bouteldja (Constantina, 5 de enero de 1973) es una militante política argelina. Ha sido portavoz del Partido de los Indígenas de la República (PIR). Se define como militante antirracista comprometida contra la islamofobia y el neocolonialismo. Ha sido objeto de numerosas controversias al ser acusada de antisemita, homófoba, sexista, comunitarista y racista.

## Biografía
Bouteldja nació en Constantine el 5 de enero de 1973. Estudió filología inglesa y árabe en Lyon. A partir de 2001, trabaja en el Instituto del mundo árabe.
Inicialmente trabajó con el «collectif Une école pour tou-te-s» (CEPT) (Una escuela para todos y todas) antes de fundar Les Blédardes (Los inmigrantes de la colonia) en 2004 como reacción al discurso Ni putes ni soumises (Ni putas ni sumisas). Este movimiento se posicionó en contra de la prohibición del velo en la escuela, definiéndose como “un feminismo paradójico de solidaridad con los hombres” de su comunidad.
En enero de 2005 participó en el inicio de "La llamadas de los indígenas de la República" junto a Youssef Boussoumah, coordinador de campañas civiles internacionales para la protección del pueblo palestino (CCIPPP), que dio origen al movimiento del cual fue portavoz Indigènes de la République, que lucha contra la discriminación hacia los descendientes de la histórica colonial y contra la ideología racista y colonialista, que según ellos estarían en la base de la política social actual del Estado francés. Dimitió de su puesto de portavoz en octubre de 2020.
En 2014 recibió el Premio de Combate contra la islamofobia de la Islamic Human Rights Commission. Participó como coautora en los libros La Révolution en 2010?, Les vrais enjeux de 2007 y Nous sommes les indigènes de la République.
En el año 2016 publicó el libro Les Blancs, les Juifs et nous: Vers une politique de l'amour révolutionnaire, Traducida en el año 2017 al español, Los blancos, los judíos y nosotros, hacia una política de amor revolucionario. Escribe desde su experiencia propia, ofreciendo en este libro el amor revolucionario como única propuesta ante el colonialismo francés que se puede extender a cualquier forma de colonialismo, ideológico, político y económico. Concibe la cuestión racial como cuestión social.

## Publicaciones
- Los blancos, los judíos y nosotros: hacia una política del amor revolucionario, edicionesakal México, 2017.